# Alexander Glehr

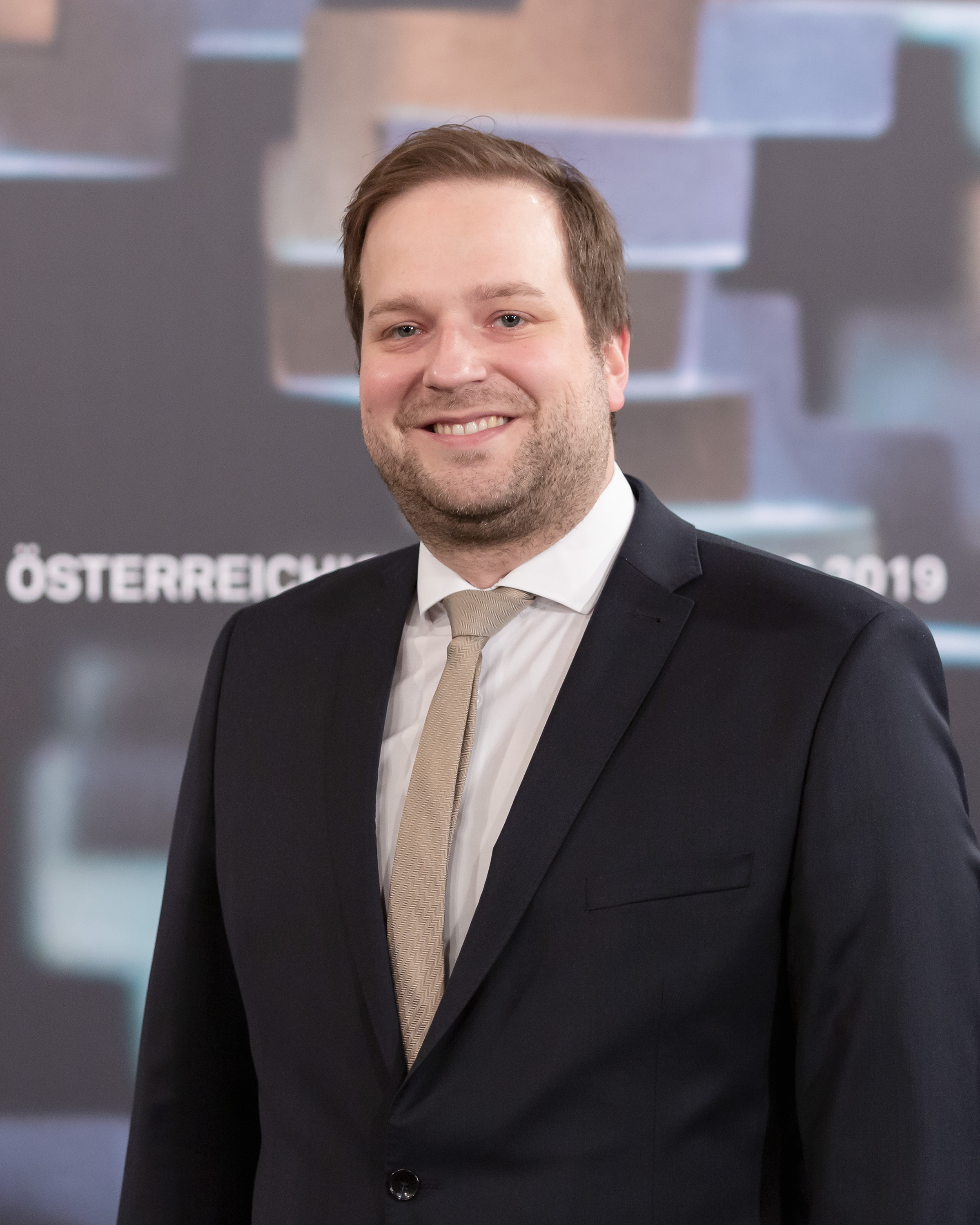
Alexander Glehr (2019)

Alexander Glehr (* 18. August 1980 in Hartberg) ist ein österreichischer Filmproduzent. 

## Leben
Alexander Glehr absolvierte von 1999 bis 2006 ein Studium der Filmproduktion an der Universität für Musik und darstellende Kunst Wien. Danach war er zunächst als Herstellungsleiter tätig und trat dort auf den Regisseuren Franz Novotny, mit dem er dann jahrelang zusammenarbeitete. Schließlich übernahm er 2018 die Geschäftsführung der Filmfirma Novotny & Novotny.
Bei der Romyverleihung 2017 wurde er für Egon Schiele: Tod und Mädchen in der Kategorie Bester Produzent ausgezeichnet. Für selben Film und Angelo wurde er für den Österreichischen Filmpreis nominiert.

## Filmografie (Auswahl)
- 2011: Die Vaterlosen
- 2012: Der Fall Wilhelm Reich
- 2013: Die Werkstürmer
- 2014: Therapie für einen Vampir
- 2016: Egon Schiele: Tod und Mädchen
- 2016: Deckname Holec
- 2016: Was hat uns bloß so ruiniert
- 2017: Ugly
- 2017: Anna Fucking Molnar
- 2018: Angelo
- 2019: 7500
- 2019: Der Boden unter den Füßen
- 2019: Kaviar
- 2020: Letzter Kirtag (Fernsehreihe)
- 2020: Was wir wollten
- 2021: Letzter Gipfel (Fernsehreihe)
- 2021: Landkrimi – Vier (Fernsehreihe)
- 2022: Corsage
- 2022: Family Dinner
- 2022: Alma und Oskar
- 2024: Gina
- 2024: Marianengraben
- 2024: A Better Place (Fernsehserie)
- 2025: Landkrimi – Acht (Fernsehreihe)
- 2025: Altweibersommer
- 2025: Sturm kommt auf (Fernsehfilm)